# Damian von Ritter zu Grünstein
Damian Hartrad Ernst Freiherr von Ritter zu Grünstein (* 22. August 1677 in Eltville am Rhein; † 10. März 1742 in Hasselheck bei Ober-Mörlen) war ein deutscher Richter und Vizedom.

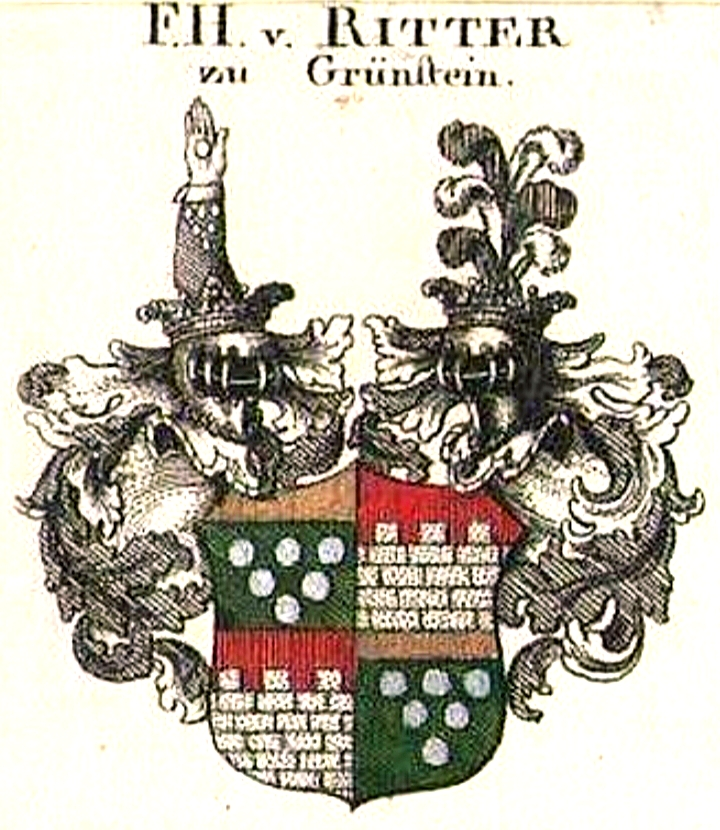
Wappen derer Freiherren von Ritter zu Grünstein: Allianzwappen der Familien de Ridder und van Groenesteyn

## Familie
Ritter zu Grünstein war der Sohn des Reichskammergerichts-Assessors Johann Heinrich Daniel Freiherr von Ritter zu Grünstein (1646–1710) und dessen Ehefrau Maria Wilhelmine Elisabeth Freiin von Warsberg († 1711). Sein Vetter war der kurmainzische Hofmarschall und Architekt Anselm Franz von Ritter zu Groenesteyn.
1712 heiratete er Maria Johanna Anna Freiin von Hoheneck (* 28. März 1691 in Aschaffenburg; † 12. Mai 1748 in Mainz), die Tochter des Lothar Freiherr von Hoheneck, Kurmainzer Kämmerer und Rat, Oberamtmann zu (Tauber-)Bischofsheim und der Eva Maria Freiin von Bernhausen. Aus der Ehe gingen folgende Kinder hervor:
- Eva Charlotte Anna Maria Freifrau von Specht von Bubenheim (1713–1762), verheiratet mit dem Kurmainzer Kammerherren und Oberamtmann in Jagstberg Johann Philipp Christoph Xaver Freiherr Specht von Bubenheim
- Lothar Franz Freiherr von Ritter zu Grünstein (1715–1786), Domherr in Fulda, Propst an St. Michael in Fulda
- Maria Anna Wilderica von der Wenge (* 1719), verheiratet mit dem Kaiserlichen und Kurkölner Geheimen Rat, Generalfeldwachtmeister, Oberst eines Regiments zu Fuß Friedrich Franz Florens Freiherr von der Wenge
- Constantin Anton Philipp Freiherr von Ritter zu Groenesteyn (1723–1791)
- Caroline Charlotte Ferdinande Magdalena Juliane Ernestine Freiin von Ritter zu Grünstein (1726–1764)
- Carl Adolf Freiherr von Ritter zu Grünstein (1728–1792), Präsident des Handelsamts in Mainz

## Leben
Ritter zu Grünstein war Kurmainzischer Kämmerer und Geheimer Rat. 1703 wurde er Kurmainzer Hof- und Regierungsrat und 1706 mit dem Titel eines Wirklichen Kammerherren ausgezeichnet. 1711 wurde er Hofgerichts-Assessor in Mainz und 1728 Geheimer Rat und 1729 Hofgerichts-Präsident in Mainz. Im Jahr 1732 erhielt er die Ernennung als Hofrichter und Vizedom in der Stadt Mainz. 1724 wurde er in den Ritterrat der Reichsritterschaft, Kanton Oberrhein aufgenommen.

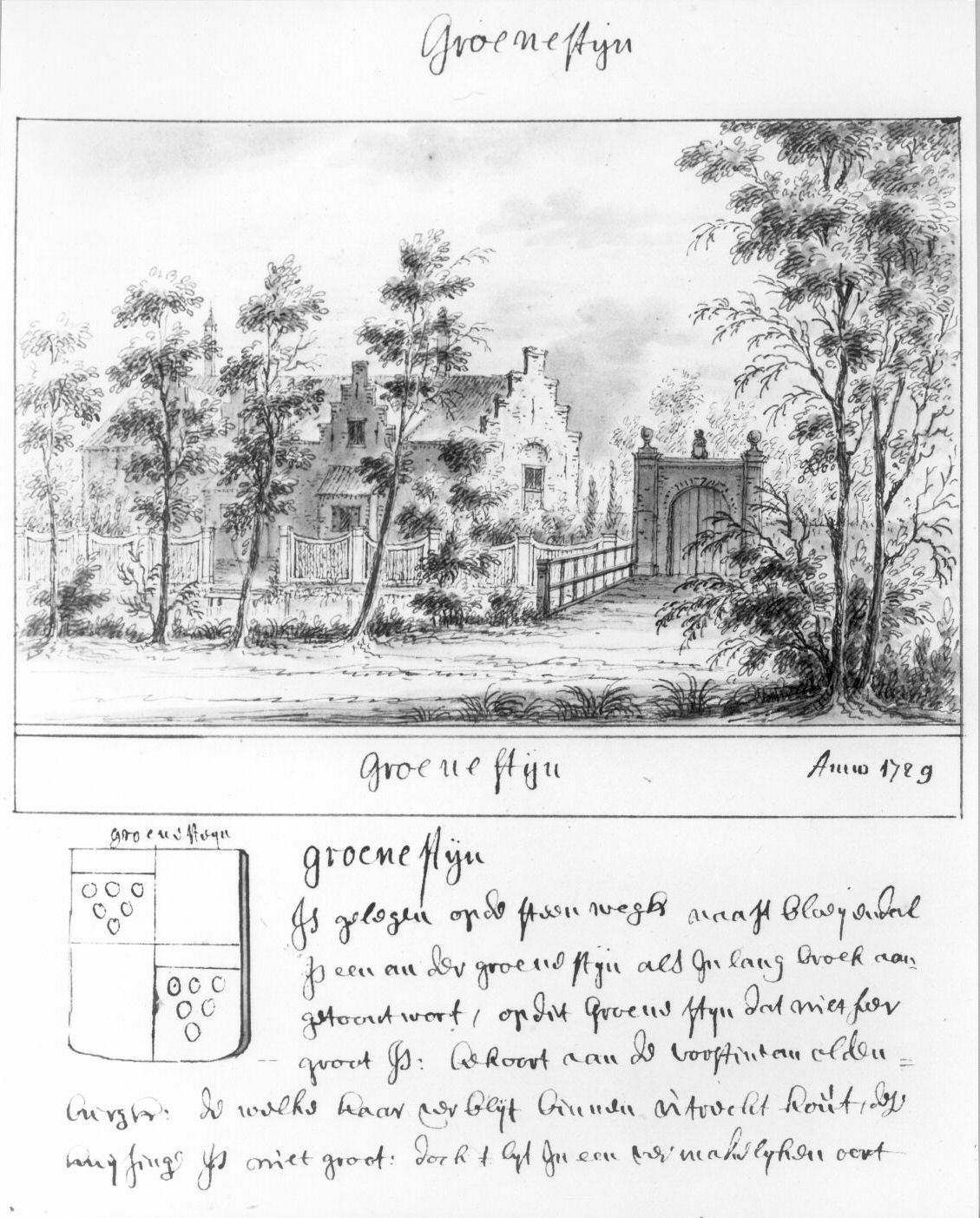
Haus Groenesteyn, 1729

Er war Herr auf Groenesteyn (verkauft 1730), Hasselheck und Kiedrich.
Freiherr von Ritter zu Grünstein, der katholischer Konfession war, ist in Eltville am Rhein begraben.